# Енгибарян, Гурген Вазгенович
Гурген Вазгенович Енгибарян (10 марта 1964) — советский, армянский и ливанский футболист, полузащитник.
В 1983 году провёл 21 матч за дублирующий состав ереванского «Арарата». Далее играл за «Спартак» Октембрян (1984), «Олимпию» Аштарак (1986) во второй лиге и «Котайк» Абовян (1986) в первой лиге. В «Арарате» выступал в чемпионатах СССР (1987—1991) — 104 матча, три гола и Армении (1992—1993) — 32 матча, пять голов. В дальнейшем играл за ливанские клубы «Оменмен» Бейрут (1993/94 — 1999/2000) и «Тадамон Сур» Тир (2000/01 — 2004/05).
В 1997—2001 годах за сборную Ливана провёл 19 матчей, забил один гол. Участник Кубка Азии 2000.